# ستيفان كارلسون
ستيفان كارلسون هو عالم التقانة الحيوية آيسلندي، ولد في 31 مايو 1950.